# خزر أباد أعتمادي (اسفندار)
خزر أباد أعتمادي (بالفارسية: خضرآباد اعتمادی) هي قرية تقع في إيران في قسم اسفندار الريفي.